# ترئونین
ترئونین یکی از آلفا آمینو اسیدها با فرمول شیمیایی HO2CCH(NH2)CH(OH)CH3 است. از خانوادهٔ آمینو اسیدهای ضروری با پیوند قطبی است. کدون‌های آن عبارت‌اند از:
ACU , ACA , ACC و ACG.
ترئونین به همراه سرین و تیروزین یکی از سه اسید آمینهٔ دارای خاصیت پروتئینی در گروه الکل‌ها است.